# Institut d'Estudis Catalans
Het Institut d'Estudis Catalans (IEC) is een wetenschappelijk en cultureel instituut met als doel het wetenschappelijk onderzoek naar alle aspecten van de Catalaanse cultuur te bevorderen.
Het IEC heeft verschillende onderafdelingen en treedt op als koepel voor 28 wetenschappelijke verenigingen. De geschiedkundig-archeologische afdeling is de oudste, maar de bekendste is de filologische, die optreedt als normerende instantie voor de Catalaanse taal en in die zin vergelijkbaar is met de Nederlandse Taalunie. In 1922 werd het IEC lid van de Union Académique Internationale.

## Geschiedenis
Het eerste Internationale Congres van de Catalaanse Taal in 1906 was tot het besluit gekomen dat er dringend nood was aan een dergelijke instelling. Op 18 juni 1907 werd het instituut, op initiatief van de voorzitter van de provincieraad van Barcelona opgericht. Tot de negen stichtende leden behoorden onder meer Antoni Rubió i Lluch, de eerste voorzitter, Josep Pijoan, secretaris, de architect Josep Puig i Cadafalch en de econoom Pere Coromines. Jordi Rubió i Balaguer werd de eerste voorzitter.
De eerste vier onderafdelingen waren geschiedenis, archeologie, literatuur en recht. Aanvankelijk zou het instituut zich vooral bezighouden met de geschiedkundig onderzoek en met de inventaris van de romaanse kunst in de Pyreneeën. Ofschoon het instituut vanuit patriottisch pro-Catalaanse motieven opgericht werd, werden al vanaf de beginjaren strenge wetenschappelijke criteria aangehouden.
In 1911 werd de filologische afdeling opgericht om aan de behoefte van normalisatie en bevordering van het Catalaans te kunnen voldoen. Het instituut werd in drie secties onderverdeeld: filologie (geleid door Antoni Maria Alcove), geschiedenis (geleid door Antoni Rubió i Lluch) en wetenschappen (geleid door Miquel Àngel Fargas). Een eerste grote realisatie was de oprichting van de Biblioteca de Catalunya in 1914, als basisinstrument voor alle het verdere wetenschappelijke werk. In 1931 begon de taalkundige en lexicograaf Joan Coromines i Vigneaux voor het instituut te werken.
Tijdens de dictatuur van Primo de Rivera (1923-1930) werden de subsidies van het IEC afgeschaft. Het IEC kon echter overleven dankzij de bijdragen van vele donateurs, van wie Francesc Cambó een van de belangrijkste was. In 1930 werd de toestand weer genormaliseerd en kreeg het IEC een autonoom statuut.
Onder de franquistische dictatuur (1939-1975) na de Spaanse Burgeroorlog (1936-1939) kon het IEC alleen in de clandestiniteit verderwerken. Het instituut moest zijn onderkomen verlaten en verloor een groot deel van de rijke boeken- en documentenverzameling: het meeste ging definitief verloren. De leden die de burgeroorlog overleefd hadden, werkten voorzichtig door, opnieuw gesteund door particuliere giften. In 1962 schoot ook de toen nieuwe vereniging Òmnium Cultural te hulp. Ondanks de censuur en met allerlei omwegen slaagde het instituut er toch in het verbod op publicaties in het Catalaans te omzeilen. In 1968 werd een vierde sectie opgericht: sociale wetenschappen.
Na het overlijden van Franco in 1975 en de oprichting van de nieuwe Generalitat de Catalunya in 1980 kreeg het instituut een nieuw elan. De statuten werden gemoderniseerd en het aantal leden werd uitgebreid met personen van overal in de Catalaanse landen om de representativiteit en de diversiteit te vergroten. Langzamerhand werd ook een nieuwe kunstcollectie bijeenverzameld, deels door aankopen, maar voornamelijk door giften.
In 2008 sloot het IEC een akkoord met Google om een belangrijk deel van het archief te digitaliseren en via het internet toegankelijk te maken, waaronder architectuurtekeningen van Puig i Cadafalch en een belangrijke collectie portolanen. In 1996 kreeg het instituut van de Generalitat de Catalunya de Premi Nacional a la Projecció Social de la Llengua Catalana. In 2010 werd het instituut geëerd met de hoogste Catalaanse onderscheiding, de Medalla d'Or de la Generalitat de Catalunya, voor zijn verdienste van “meer dan een eeuw onderzoek”.

## Filologie
Onder leiding van Antoni Maria Alcover en in nauwe samenwerking met Pompeu Fabra i Poch ontwierp het IEC in 1913 een spellingshervorming die de basis werd van het moderne Catalaans. Alle leden van het instituut onderschreven de spellingsregels, behalve één, Guimerà. In 1917 volgde het eerste orthografische woordenboek. In 1932 volgde het standaardwerk, het woordenboek Diccionari General de la Llengua Catalana van Pompeu Fabra. Als normatief standaardwerk wordt het in heel het Catalaanstalige gebied aanvaard, met uitzondering van València, dat een eigen Acadèmia Valenciana de la Llengua opgericht heeft, ofschoon de taalkundige verschillen niet veel groter zijn dan tussen het Belgische en Nederlandse Nederlands.

### Publicaties
- Dicionari de la Llengua Catalana
- Diccionari Català-València-Balear, sedert 2001 online en gratis toegankelijk[3]

## Zetel
De zetel van het instituut is ondergebracht in het historische pand Casa de la Convalescència, een gebouw opgericht in de 17e eeuw als onderdeel van het voormalige Hospital de la Santa Creu midden in El Raval, het oude hart van Barcelona. In het gebouw bevinden zich ook de Biblioteca de Catalunya en de Koninklijke Catalaanse Academie voor Geneeskunde.

## Organigram
Het IEC heeft tegenwoordig vijf eigen afdelingen (filologie, biologie, wetenschappen & techniek, oudheidkunde en geschiedenis) en ten slotte filosofie en sociale wetenschappen. Daarnaast zijn er nog 28 wetenschappelijke verenigingen lid:
| - Institució Catalana d'Història Natural (1899) - Societat Catalana de Biologia (1912) - Societat Catalana de Filosofia (1923) - Societat Catalana de Geografia (1935) - Societat Catalana d'Estudis Històrics (1946) - Societat Catalana d'Estudis Litúrgics (1970) - Societat Catalana de Musicologia (1973) - Amics de l'Art Romànic (1977) - Societat Catalana d'Economia (1977) - Societat Catalana d'Estudis Numismàtics (1979) - Associació Catalana de Ciències de l'Alimentació (1979) - Societat Catalana d'Estudis Clàssics (1979) - Associació Catalana de Sociologia (1979) - Societat Catalana d'Ordenació del Territori (1979) |  | - Societat Catalana de Pedagogia (1979) - Societat d'Història de l'Educació dels Països de Llengua Catalana (1982) - Institució Catalana d'Estudis Agraris (1984) - Societat Catalana de Comunicació (1985) - Societat Catalana de Física (1986) - Societat Catalana de Matemàtiques (1986) - Societat Catalana de Química (1986) - Societat Catalana de Tecnologia (1986) - Societat Catalana de Llengua i Literatura (1986) - Societat Catalana d'Història de la Ciència i de la Tècnica (1991) - Societat Catalana d'Estudis Hebraics (1995) - Societat Catalana d'Estudis Jurídics (1995) - Associació de Sociolingüistes de Llengua Catalana (2008) - Societat Catalana de Terminologia (2008) |